# 趙汝讜
趙汝讜，字蹈中，號懶庵，南宋宗室，詩人。與其兄趙汝談並稱“二趙”。劉克莊在《瓜圃集序》中評論他說：“趙蹈中（汝讜）能為韋（應物）體”，且汝讜的詩有古體的意境。趙汝讜是葉適的門生，憑藉門蔭獲得承務郎的散官官位，擔任過泉州市舶務、利州大軍倉屬。因忤逆了韓侂胄而遭貶抑。嘉定元年（1208），汝讜考取進士。除官太社令，歷任將作監簿、大理丞。後出任漳州知州，規範了當地的先賢祭祀。在慶元黨禁期間，他被列入“偽學”黨籍。當時汝讜的官位是添差監左藏西庫。汝讜又歷任提點江西、湖南刑獄，履歷終于溫州知州。趙氏留有詩集《懶庵集》，已散佚。後人從《後村詩話》及《咸淳臨安志》中整理出一些他的詩，編為一卷。

## 延伸阅读
[在维基数据编辑]
 《宋史·卷413》，出自脱脱《宋史》